# Cecílie Renata Habsburská
Cecílie Renata Habsburská (16. července 1611, Graz – 24. března 1644, Vilnius) byla rodem rakouská arcivévodkyně dcera císaře Ferdinanda II. a sňatkem polská královna a litevská velkokněžna, manželka polského krále Vladislava IV. Vasy.

## Biografie

### Původ, mládí
Narodila se jako šesté dítě/třetí dcera ze sedmi potomků císaře Ferdinanda II. a jeho první manželky Marie Anny Bavorské. Ze starších sourozenců se dospělosti dožili pouze bratr, pozdější císař a král, Ferdinand III., a sestra Marie Anna, jež se provdala za bavorského kurfiřta Maxmiliána I. z rodu Wittelsbachů; mladší bratr Leopold Vilém se stal místodržitelem v Nizozemí.
Dětství strávila ve Štýrském Hradci, Vídni a Praze. Dostalo se jí pečlivého vychování a vzdělání: kromě němčiny ovládala latinu a italštinu. Byla velmi zbožná a kultivovaná, čímž si získávala sympatie jiných lidí. Milovala hudbu a často vystupovala v divadelních představeních.

### Manželství
Když sedmatřicetiletý Vladislav Vasa usedl na polský trůn, začala se polská šlechta ohlížet po nevěstě pro svého krále. První volba sice padla na francouzskou princeznu Marii Louisu Gonzaga, nakonec však polští pánové vybrali Cecilii Renatu a po dlouhých jednáních se 9. srpna roku 1637 v kostele sv. Augustina ve Vídni konal sňatek per procura, při němž Vladislava zastupoval jeho mladší bratr Jan Kazimír. Vlastní svatba se konala 13. září v kostele sv. Jana ve Varšavě, následujícího dne byla Cecilie Renata v tomtéž svatostánku korunována polskou královnou. Byla to první korunovace od časů Vladislava Lokýtka, která se konala mimo Krakov, což vyvolalo pobouření polské šlechty a vedlo k tomu, že v roce 1638 byl iniciován zákon, který zakazoval královské korunovace mimo Krakov.
Cecílie byla mladá a energická a brzy začala organizovat královský dvůr podle svých přání. Byla oblíbená zejména pro svou kultivovanost. Nemohla se přímo zbavit Vladislavovy milenky Hedviky Łuszkowské, a tak Hedvice přichystala sňatek s Janem Wypyskim a odstavila ji ode dvora. V roce 1638 Cecílie a Vladislav navštívili Vídeň.
Cecílie byla zástupkyní habsburských a katolických zájmů a jejími politickými spojenci byli katolíci kancléř Jerzy Ossoliński a Albrycht Stanisław Radziwiłł. Jejími oponenty byla frakce, kterou vedl Adam Kazanowski, jehož vliv nad králem Vladislavem, jeho přítelem z dětství, po sňatku krále s Cecílií upadal.
Královnin vliv byl v prvních dvou až třech letech manželství silný a měla vlivné slovo při obsazování úřadů. Po roce 1638/1639 Vladislav rozpoznal, že Habsburkové jeho politické zájmy příliš nepodporují, a své ženě přestával naslouchat. Cecílie nadále udržovala úzký kontakt se svými bratry. Jejími zájmy byly hudba a divadlo.

### Potomci
Z manželství královského páru vzešly dvě děti, syn a dcera, obě však zemřely v útlém věku; třetí dítě se narodilo mrtvé:
- Zikmund Kazimír (1. dubna 1640 – 9. srpna 1647), zemřel podle všeho na tyfus[nepřesný odkaz]
- Marie Anna Isabela (8. ledna 1642 – 7. února 1642), zemřela údajně na epilepsii
- mrtvá dcera (*/† 23. března 1644)

### Smrt
Cecílie Renata zemřela ve Vilniusu den po porodu svého třetího dítěte. Jako příčina smrti mladé ženy se uvádí infekce. Pohřbena byla v katedrále na Wawelu, tradičním místě posledního odpočinku polských králů. Vladislav pro ni truchlil a u veřejnosti si zachovala dobrý obraz.

## Vývod z předků
|                |                          |  |                    |                         |  |  |  |  |  |  |  | Filip I. Sličný |
|                |                          |  |                    |                         |  |  |  |  |  |  |  |                 |
|                | Ferdinand I. Habsburský  |  |                    |                         |  |  |  |  |  |  |  |                 |
|                |                          |  |                    |                         |  |  |  |  |  |  |  |                 |
|                |                          |  |                    | Jana I. Kastilská       |  |  |  |  |  |  |  |                 |
|                |                          |  |                    |                         |  |  |  |  |  |  |  |                 |
|                | Karel II. Štýrský        |  |                    |                         |  |  |  |  |  |  |  |                 |
|                |                          |  |                    |                         |  |  |  |  |  |  |  |                 |
|                |                          |  |                    | Vladislav Jagellonský   |  |  |  |  |  |  |  |                 |
|                |                          |  |                    |                         |  |  |  |  |  |  |  |                 |
|                | Anna Jagellonská         |  |                    |                         |  |  |  |  |  |  |  |                 |
|                |                          |  |                    |                         |  |  |  |  |  |  |  |                 |
|                |                          |  |                    | Anna z Foix             |  |  |  |  |  |  |  |                 |
|                |                          |  |                    |                         |  |  |  |  |  |  |  |                 |
|                | Ferdinand II. Habsburský |  |                    |                         |  |  |  |  |  |  |  |                 |
|                |                          |  |                    |                         |  |  |  |  |  |  |  |                 |
|                |                          |  |                    | Vilém IV.               |  |  |  |  |  |  |  |                 |
|                |                          |  |                    |                         |  |  |  |  |  |  |  |                 |
|                | Albrecht V. Bavorský     |  |                    |                         |  |  |  |  |  |  |  |                 |
|                |                          |  |                    |                         |  |  |  |  |  |  |  |                 |
|                |                          |  |                    | Jakobea z Badenu        |  |  |  |  |  |  |  |                 |
|                |                          |  |                    |                         |  |  |  |  |  |  |  |                 |
|                | Maria Anna Bavorská      |  |                    |                         |  |  |  |  |  |  |  |                 |
|                |                          |  |                    |                         |  |  |  |  |  |  |  |                 |
|                |                          |  |                    | Ferdinand I. Habsburský |  |  |  |  |  |  |  |                 |
|                |                          |  |                    |                         |  |  |  |  |  |  |  |                 |
|                | Anna Habsburská          |  |                    |                         |  |  |  |  |  |  |  |                 |
|                |                          |  |                    |                         |  |  |  |  |  |  |  |                 |
|                |                          |  |                    | Anna Jagellonská        |  |  |  |  |  |  |  |                 |
|                |                          |  |                    |                         |  |  |  |  |  |  |  |                 |
| Cecílie Renata |                          |  |                    |                         |  |  |  |  |  |  |  |                 |
|                |                          |  |                    |                         |  |  |  |  |  |  |  |                 |
|                |                          |  | Vilém IV. Bavorský |                         |  |  |  |  |  |  |  |                 |
|                |                          |  |                    |                         |  |  |  |  |  |  |  |                 |
|                | Albrecht V. Bavorský     |  |                    |                         |  |  |  |  |  |  |  |                 |
|                |                          |  |                    |                         |  |  |  |  |  |  |  |                 |
|                |                          |  |                    | Jakobea z Badenu        |  |  |  |  |  |  |  |                 |
|                |                          |  |                    |                         |  |  |  |  |  |  |  |                 |
|                | Vilém V. Bavorský        |  |                    |                         |  |  |  |  |  |  |  |                 |
|                |                          |  |                    |                         |  |  |  |  |  |  |  |                 |
|                |                          |  |                    | Ferdinand I. Habsburský |  |  |  |  |  |  |  |                 |
|                |                          |  |                    |                         |  |  |  |  |  |  |  |                 |
|                | Anna Habsburská          |  |                    |                         |  |  |  |  |  |  |  |                 |
|                |                          |  |                    |                         |  |  |  |  |  |  |  |                 |
|                |                          |  |                    | Anna Jagellonská        |  |  |  |  |  |  |  |                 |
|                |                          |  |                    |                         |  |  |  |  |  |  |  |                 |
|                | Marie Anna Bavorská      |  |                    |                         |  |  |  |  |  |  |  |                 |
|                |                          |  |                    |                         |  |  |  |  |  |  |  |                 |
|                |                          |  |                    | Antonín Lotrinský       |  |  |  |  |  |  |  |                 |
|                |                          |  |                    |                         |  |  |  |  |  |  |  |                 |
|                | František I. Lotrinský   |  |                    |                         |  |  |  |  |  |  |  |                 |
|                |                          |  |                    |                         |  |  |  |  |  |  |  |                 |
|                |                          |  |                    | Renata Bourbonská       |  |  |  |  |  |  |  |                 |
|                |                          |  |                    |                         |  |  |  |  |  |  |  |                 |
|                | Renata Lotrinská         |  |                    |                         |  |  |  |  |  |  |  |                 |
|                |                          |  |                    |                         |  |  |  |  |  |  |  |                 |
|                |                          |  |                    | Kristián II. Dánský     |  |  |  |  |  |  |  |                 |
|                |                          |  |                    |                         |  |  |  |  |  |  |  |                 |
|                | Kristína Dánská          |  |                    |                         |  |  |  |  |  |  |  |                 |
|                |                          |  |                    |                         |  |  |  |  |  |  |  |                 |
|                |                          |  |                    | Izabela Habsburská      |  |  |  |  |  |  |  |                 |
|                |                          |  |                    |                         |  |  |  |  |  |  |  |                 |